# Oiseaux marins de l'Agriate
Oiseaux marins de l'Agriate este o arie protejată (arie de protecție specială avifaunistică — SPA) din Franța întinsă pe o suprafață de 624.075 ha, integral marine.

## Localizare
Centrul sitului Oiseaux marins de l'Agriate este situat la coordonatele 42°59′59″N 8°34′28″E / 42.99972°N 8.57444°E.

## Înființare
Situl Oiseaux marins de l'Agriate a fost declarat arie de protecție specială avifaunistică în baza directivei 79/409 din 1979 referitoare la conservarea păsărilor sălbatice pentru a proteja 13 specii de animale.

## Biodiversitate
Situată în ecoregiunea mediteraneană, aria protejată nu include niciun habitat protejat.
La baza desemnării sitului se află mai multe specii protejate de  păsări (13): Calonectris diomedea, pescăriță râzătoare (Gelochelidon nilotica), Hydrobates pelagicus, Larus audouinii, pescăruș-cu-cap-negru (Larus melanocephalus), Larus michahellis, pescăruș mic (Larus minutus), pescăruș râzător (Larus ridibundus), sula bassana (Morus bassanus), Phalacrocorax aristotelis desmarestii, cormoran mare (Phalacrocorax carbo), Puffinus yelkouan, chiră de mare (Sterna sandvicensis).
Pe lângă speciile protejate, pe teritoriul sitului au mai fost identificate 1 specie de mamifere, 1 specie de reptile.